# エマニュエル・ボアテング (1996年生のサッカー選手)
エマニュエル・オケイレ・ボアテング（英語: Emmanuel Okyere Boateng、1996年5月23日 - ）は、ガーナ・グレーター・アクラ州アクラ出身のプロサッカー選手。同国代表。アル・オルーバに所属している。ポジションはFW。

## 来歴
2013年にポルトガルに渡り、リオ・アヴェFCのユースチームに入団。翌2014年にトップチームに昇格し、7月31日のUEFAヨーロッパリーグ予備予選の対IFKヨーテボリ戦で、後半戦からジョナタン・デル・バジェどの交代出場でプロデビュー。翌月17日のヴィトーリアFC戦で、プリメイラ・リーガ初出場。9月1日の対ボアヴィスタFC戦で、プロ初ゴールを記録した。
2015年7月7日、モレイレンセFCに移籍。2016-17シーズンは、国内カップ戦タッサ・ダ・リーガで優勝を経験した。
2017年8月14日、スペインのレバンテUDと4年契約を締結。2018年5月13日のFCバルセロナ戦では、2004-05シーズンのディエゴ・フォルラン以来となる、対バルセロナ戦でハットトリックを達成し、バルセロナのシーズン無敗記録を阻止する5-4での勝利に貢献した。
2019年2月20日、大連一方足球倶楽部に移籍した。
2022年、リオ・アヴェに復帰した。
2024年8月12日、アル・オルーバに1年契約で移籍した。

## 代表経歴
2015年にニュージーランドで開催された2015 FIFA U-20ワールドカップに、U-20のガーナ代表として出場。グループリーグの対パナマ戦でゴールを決め、決勝トーナメント進出に貢献した
2018年5月30日の日本との親善試合でA代表デビューを果たし、代表初得点も挙げた。